# باربارا پولاکووا
باربارا پولاکووا (چکی: Barbora Poláková؛ ۳ اکتبر ۱۹۸۳ – ) بازیگر و خواننده اهل جمهوری چک است.  وی از سال ۲۰۰۵ میلادی تاکنون مشغول فعالیت بوده‌است.
از فیلم‌ها یا مجموعه‌های تلویزیونی که وی در آن‌ها نقش داشته است، می‌توان به لیگ محلی اشاره نمود.